# Штукатурный кератоз
Штукатурный кератоз — заболевание кожи неизвестного происхождения, которое проявляется образованием керотических папул с серебристо-белым шелушением.
Заболевание получило такое названия из-за характерных высыпаний на коже, напоминающих капли застывшей штукатурки.

## Эпидемиология
Заболевание обычно встречается у людей старше 40 лет. Мужчины страдают в 4 раза чаще женщин. Высыпания сильнее проявляются в холодное время года.

## Этиология и патогенез
Точный патогенез заболевания в наше время не известен. Была выявлена мутация гена PIK3CA в трех из пяти образцов, однако прямой связи с заболеванием нет.  В то же время некоторые отдают предпочтение вирусному генезу, так как в очагах поражения была выявлена ДНК вируса папилломы человека. Другие авторы считают, что штукатурный кератоз является особым вариантом себорейного кератоза.

## Клиническая картина
Болезнь проявляется появлением симметричных плоских высыпаний серого цвета,  размерами от 1 до 4 мм. Локализация сыпи: тылы стоп, лодыжки, голени, редко - тыл кистей и предплечья.

## Диагностика
Диагноз ставится на основании клинической картины, данных анамнеза и результатах гистологического исследования биоптатов кожи.

## Дифференциальная диагностика
Дифференциальную диагностику проводят со следующими заболеваниями:
- себорейный кератоз;
- верруциформный акрокератоз Гопфа;
- стойкий лентикулярный гиперкератоз Флегеля;
- плоские бородавки;
- порокератоз Мибелли [1].

## Лечение
Заболевание является доброкачественным, поэтому лечение может потребоваться только по косметическим показаниям. Основные методы лечения - криотерапия, электрокоагуляция. Местно возможно применение ретиноидов, салициловой кислоты, бензоилпероксида.

## Примечание
1. 1 2 3  Федеральные клинические рекомендации. Дерматовенерология: Болезни кожи. Инфекции, передаваемые половым путем. — Деловой экспресс, 2015. — 768 с. — ISBN 978-5-89644-123-6.
2. ↑  C. Hafner, M. Landthaler, T. Mentzel, T. Vogt. FGFR3 and PIK3CA mutations in stucco keratosis and dermatosis papulosa nigra // The British Journal of Dermatology. — 2010-03. — Т. 162, вып. 3. — С. 508–512. — ISSN 1365-2133. — doi:10.1111/j.1365-2133.2009.09488.x. Архивировано 17 мая 2021 года.